# Toets van Bartlett
In de statistiek is de  toets van Bartlett, genoemd naar M.S. Bartlett, een statistische toets op homoscedasticiteit, d.w.z. dat een aantal normaal verdeelde populaties gelijke varianties hebben. Sommige toetsen, zoals in de variantie-analyse, gaan van de veronderstelling uit dat de varianties in de verschillende groepen aan elkaar gelijk zijn. De toets van Bartlett kan in zulke gevallen gebruikt worden om deze veronderstelling te verifiëren.
De toets van Bartlett is gevoelig voor afwijkingen van de normale verdeling. Dat houdt in dat voor populaties die niet normaal verdeeld zijn, de toets simpelweg de niet-normaliteit nagaat. De toets van Levene en de toets van Brown–Forsythe zijn alternatieven die minder gevoelig zijn voor afwijkingen van de normaliteit.

## Definitie
De toets van Bartlett toetst de nulhypothese dat in een aantal normale verdelingen  de varianties aan elkaar gelijk zijn, tegen het alternatief dat ten minste twee verdelingen verschillende varianties hebben. 
Laat {\displaystyle X_{i1},\ldots ,X_{in_{i}}} voor {\displaystyle i=1,\ldots ,k} een aselecte steekproef van omvang {\displaystyle n_{i}} zijn uit een normale verdeling met variantie {\displaystyle \sigma _{i}^{2}}. Laat de steekproeven ook onderling onafhankelijk zijn. Voor het toetsen van de nulhypothese
{\displaystyle H_{0}:\sigma _{1}^{2}=\ldots =\sigma _{k}^{2}}
tegen de alternatieve hypothese
{\displaystyle H_{1}:\sigma _{i}^{2}\neq \sigma _{j}^{2}} voor zekere {\displaystyle i\neq j}
gebruikt de toets van Bartlett de toetsingsgrootheid
{\displaystyle \chi ^{2}={\frac {(n-k)\ln(S_{p}^{2})-\sum _{i=1}^{k}(n_{i}-1)\ln(S_{i}^{2})}{1+{\frac {1}{3(k-1)}}\left(\sum _{i=1}^{k}({\frac {1}{n_{i}-1}})-{\frac {1}{n-k}}\right)}}={\frac {\sum _{i=1}^{k}(n_{i}-1)\ln \left({\frac {S_{p}^{2}}{S_{i}^{2}}}\right)}{1+{\frac {1}{3(k-1)}}\left(\sum _{i=1}^{k}({\frac {1}{n_{i}-1}})-{\frac {1}{n-k}}\right)}}},
waarin {\displaystyle n=\sum _{i=1}^{k}n_{i}} is en {\displaystyle S_{i}^{2}} de steekproefvariantie in de {\displaystyle i}e groep en {\displaystyle S_{p}^{2}=\sum _{i}{\frac {n_{i}-1}{n-k}}S_{i}^{2}} de gepoolde steekproefvariantie is.
De toetsingsgrootheid is bij benadering chi-kwadraatverdeeld met {\displaystyle k-1} vrijheidsgraden. De nulhypothese wordt verworpen voor grote waarden van {\displaystyle \chi ^{2}}
De toets van Bartlett (Bartlett, 1937) is een modificatie van de overeenkomstige aannemelijkheidsquotiënttoets, die gebaseerd is op 
{\displaystyle \sum _{j=1}^{k}n_{j}\ln \left({\tfrac {S_{p}^{2}}{S_{j}^{2}}}\right)}